# Niklas Svedberg
Stefan Niklas Svedberg (* 4. September 1989 in Sollentuna) ist ein schwedischer Eishockeytorwart, der zuletzt bis zum Ende der Saison 2023/24 bei IF Björklöven aus der schwedischen HockeyAllsvenskan unter Vertrag gestanden hat. Zuvor war Svedberg unter anderem für die Boston Bruins in der National Hockey League (NHL) und Fischtown Pinguins Bremerhaven in der Deutschen Eishockey Liga (DEL) aktiv.

## Karriere

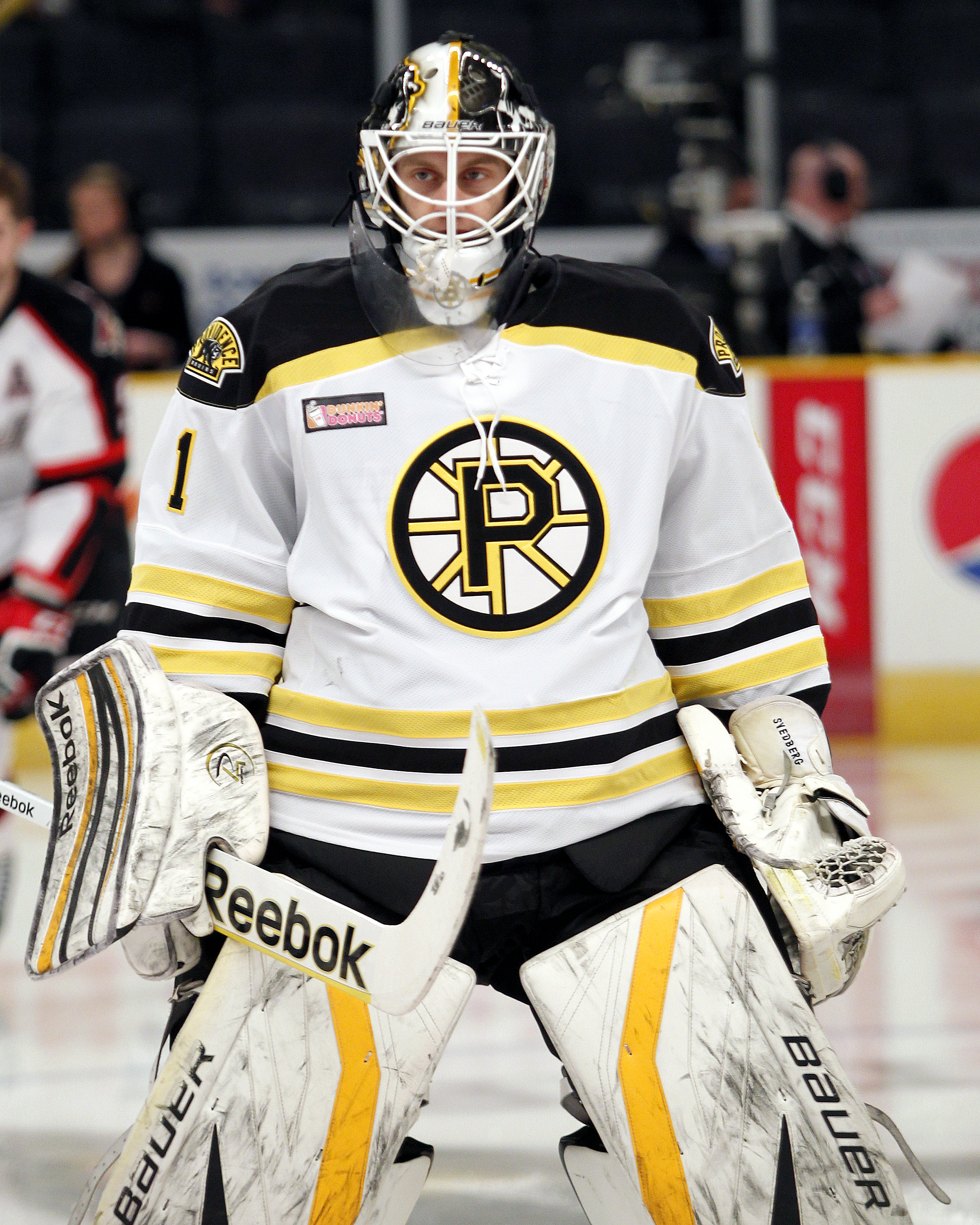
Svedberg im Trikot der Providence Bruins (2013)

Niklas Svedberg spielte in der Jugend für die Nachwuchsabteilungen von Djurgårdens IF und stand für die U16- und U17-Nationalmannschaft seines Heimatlandes im Tor. In der Saison 2006/07 absolvierte er ein Spiel für Djurgården in der J20 SuperElit sowie 13 Spiele für den Botkyrka HC in der drittklassigen Division 1. Während dieser Spielzeit wechselte Svedberg zu MODO Hockey, wo er ebenfalls in den U18- und U20-Juniorenmannschaften eingesetzt wurde. In der darauffolgenden Saison 2007/08 kam er zu seinem Profidebüt in der Elitserien, der höchsten Spielklasse Schwedens, spielte jedoch weiterhin hauptsächlich in der J20 SuperElit. In der folgenden Spielzeit absolvierte der Torwart drei Spiele in der Elitserien, verbrachte allerdings den Großteil der Saison auf Leihbasis beim Huddinge IK in der zweitklassigen HockeyAllsvenskan.
Die Saison 2009/10 war die erste, in der Svedberg bei MODO überwiegend in der Elitserien zum Einsatz kam und dort in 32 Spielen auf eine Fangquote von 90 % aufwies. In der Folge wechselte der Schwede zum Ligakonkurrenten Brynäs IF, wo er sich allerdings als zweiter Torhüter hinter Thomas Greiss einreihen musste und auf 21 Einsätze kam. Zudem verbrachte er eine kurze Zeit auf Leihbasis bei Mora IK. Nachdem Greiss in die National Hockey League (NHL) zurückgekehrt war, wechselte sich Svedberg in der Saison 2011/12 mit Johan Holmqvist ab. In den Playoffs lief Svedberg allerdings zu Höchstform auf, absolvierte 13 Spiele, erreichte vier Shutouts und hatte somit maßgeblichen Anteil daran, dass Brynäs IF Schwedischer Meister wurde.
Mit diesen Leistungen machte Svedberg auch in Nordamerika auf sich aufmerksam, was zur Folge hatte, dass ihn die Boston Bruins aus der NHL im Mai 2012 verpflichteten. Im Rahmen der Vorbereitung auf die Saison 2012/13 gaben sie ihn allerdings an die Providence Bruins, ihr Farmteam aus der American Hockey League (AHL), ab. Die Debütsaison in der AHL gestaltete sich für Svedberg sehr positiv, so erreichte er eine Fangquote von 92,5 % und wurde ins AHL First All-Star Team sowie ins AHL All-Rookie Team gewählt. Zudem erhielt er den Aldege „Baz“ Bastien Memorial Award als bester Torhüter der Liga. Auch die Spielzeit 2013/14 verbrachte Svedberg fast ausschließlich in der AHL; nur im Januar 2014 absolvierte er ein Spiel für die Boston Bruins und kam somit zu seinem Debüt in der NHL. Mit Beginn der Saison 2014/15 stand der Schwede fest hinter Tuukka Rask im NHL-Aufgebot der Bruins und kam so in dieser Spielzeit auf 18 Einsätze.
Sein Vertrag bei den Bruins lief allerdings aus, sodass sich Svedberg entschloss, zurück nach Europa zu wechseln und einen Einjahresvertrag bei Salawat Julajew Ufa aus der Kontinentalen Hockey-Liga (KHL) zu unterschreiben. Dieser wurde nach der Spielzeit 2015/16, in der er mit dem Team das Playoff-Halbfinale erreicht hatte, um zwei weitere Jahre verlängert. Ferner debütierte er während der Spielzeit 2016/17 für die schwedische Nationalmannschaft bei der Euro Hockey Tour. Im Juli 2017 kehrte Svedberg nach zwei KHL-Jahren in die NHL zurück, indem er bei den Minnesota Wild einen Einjahresvertrag unterzeichnete. Diese setzten ihn ausschließlich bei ihrem Farmteam, den Iowa Wild, in der AHL ein, bevor er sich im Juni 2018 dem SHL-Aufsteiger Timrå IK anschloss und somit in seine schwedische Heimat zurückkehrte.
Svedberg verbrachte eine Spielzeit in Timrå, schaffte es mit dem Aufsteiger jedoch nicht die Klasse zu halten. Aufgrund des Abstiegs verließ der Schlussmann das Team nach nur einer Saison und kehrte daraufhin zu seinem Jugendverein zurück. Er verbrachte drei Spieljahre bei Djurgårdens IF, die erste davon als Stammtorhüter. Nachdem der Hauptstadtklub im Sommer 2020 den Litauer Mantas Armalis verpflichtete, rutschte Svedberg in die Rolle des Ersatzmanns, in der er im Frühjahr 2022 den abermaligen Abstieg aus der SHL hinnehmen musste. Der Torwart verließ Djurgården daraufhin und fand erst im November 2022 in den Fischtown Pinguins Bremerhaven aus der Deutschen Eishockey Liga (DEL) bis zum Saisonende einen neuen Arbeitgeber. Zur Saison 2023/24 schloss sich der schwedische Schlussmann dem italienischen Klub HC Bozen aus der ICE Hockey League an. Dort stand Svedberg bis Januar 2024 als Stammkraft im Tor und bestritt 26 Partien, ehe der den Vertrag mit dem Klub vorzeitig auflöste und zurück in sein Heimatland wechselte. Dort schloss er sich bis zum Saisonende IF Björklöven aus der Allsvenskan an.

## Erfolge und Auszeichnungen
| - 2012 Schwedischer Meister mit Brynäs IF - 2013 Teilnahme am AHL All-Star Classic - 2013 AHL-Rookie des Monats März | - 2013 Aldege „Baz“ Bastien Memorial Award - 2013 AHL First All-Star Team - 2013 AHL All-Rookie Team |

## Karrierestatistik

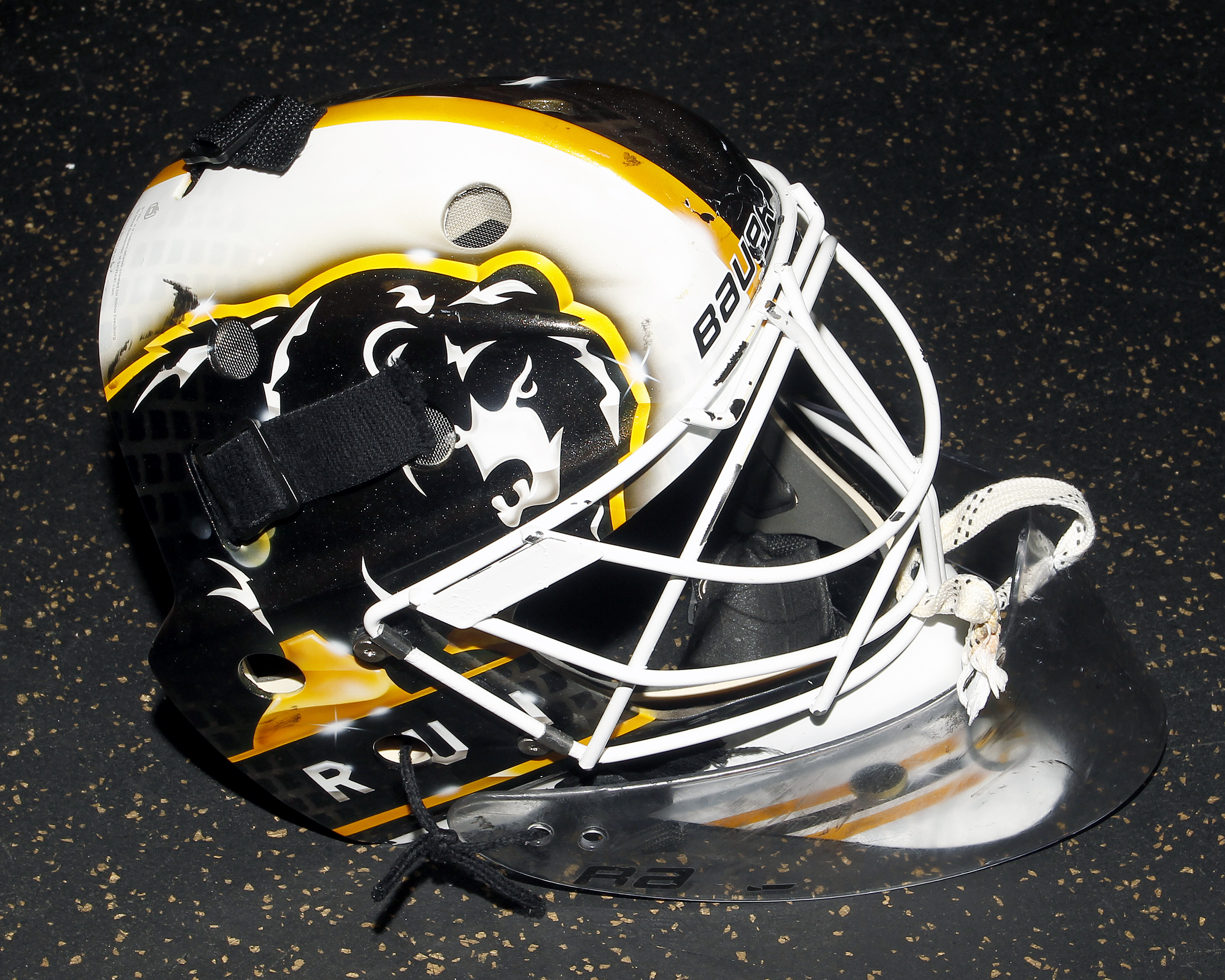
Svedbergs Torwartmaske während seiner Zeit in Providence

Stand: Ende der Saison 2023/24
(Legende zur Torhüterstatistik: GP oder Sp = Spiele insgesamt; W oder S = Siege; L oder N = Niederlagen; T oder U oder OT = Unentschieden oder Overtime- bzw. Shootout-Niederlage; Min. = Minuten; SOG oder SaT = Schüsse aufs Tor; GA oder GT = Gegentore; SO = Shutouts; GAA oder GTS = Gegentorschnitt; Sv% oder SVS% = Fangquote; EN = Empty Net Goal; 1 Play-downs/Relegation; Kursiv: Statistik nicht vollständig)